# Ma trận chéo hóa được
Trong đại số tuyến tính, một ma trận vuông {\displaystyle A} được gọi là chéo hóa được hay không khiếm khuyết nếu nó đồng dạng với một ma trận đường chéo, tức là tồn tại một ma trận khả nghịch {\displaystyle P} và một ma trận đường chéo {\displaystyle D} sao cho {\displaystyle P^{-1}AP=D}, hay tương đương là {\displaystyle A=PDP^{-1}}. (Các {\displaystyle P,D} như vậy không phải duy nhất.) Cho một không gian vectơ hữu hạn chiều {\displaystyle V}, biến đổi tuyến tính {\displaystyle T:V\to V} được gọi là chéo hóa được nếu tồn tại một cơ sở có thứ tự của {\displaystyle V} gồm các vectơ riêng của {\displaystyle T}. Các định nghĩa trên là tương đương: nếu {\displaystyle T} có biểu diễn ma trận {\displaystyle A=PDP^{-1}} như trên thì các vectơ cột của {\displaystyle P} tạo thành một cơ sở cho tất cả vectơ riêng của {\displaystyle T}, và các phần tử trên đường chéo của ma trận {\displaystyle D} là các giá trị riêng tương ứng của {\displaystyle T}; hay đối với cơ sở vectơ riêng này, ma trận {\displaystyle A} được biểu diễn bởi {\displaystyle D}.
Nói một cách hình học, một ma trận chéo hóa được là một phép giãn không đồng nhất (hay phép co giãn dị hướng) vì nó co giãn từng vectơ trong không gian giống như phép giãn đồng nhất nhưng với hệ số khác theo mỗi trục vectơ riêng, hệ số đó được cho bởi giá trị riêng tương ứng.
Chéo hóa là quá trình tìm các ma trận {\displaystyle P} và {\displaystyle D} trên. Các ma trận và biến đổi chéo hóa được rất dễ tính toán, sau khi đã tìm được các giá trị riêng và vectơ riêng của chúng. Ta có thể đưa một ma trận chéo {\displaystyle D} nâng lên lũy thừa bậc bất kỳ bằng cách lấy lũy thừa bậc đó trên từng phần tử trên đường chéo, và định thức của một ma trận chéo đơn giản là bằng tích của các phần tử trên đường chéo, những tính toán như vậy cũng dễ dàng được thực hiện tổng quát với {\displaystyle A=PDP^{-1}}.
Một ma trận vuông mà không chéo hóa được thì được gọi là khiếm khuyết. Có thể xảy ra trường hợp một ma trận {\displaystyle A} có các phần tử số thực khiếm khuyết trên trường số thực, nghĩa là không thể có ma trận {\displaystyle P} khả nghịch và {\displaystyle D} chéo với các phần tử số thực sao cho {\displaystyle A=PDP^{-1}}, nhưng lại có thể có với các phần tử số phức, sao cho {\displaystyle A} là chéo hóa được trên trường số phức. Chẳng hạn, đây là trường hợp của ma trận phép quay thông thường.

## Định nghĩa
Một ma trận vuông {\displaystyle A} cỡ {\displaystyle n\times n} trên một trường {\displaystyle F} được gọi là chéo hóa được hay không khiếm khuyết nếu tồn tại một ma trận khả nghịch {\displaystyle P} sao cho {\displaystyle P^{-1}AP} là một ma trận đường chéo. Một cách chính tắc,
| {\displaystyle A\in F^{n\times n}{\text{ chéo hóa được}}\iff \exists \,P,P^{-1}\in F^{n\times n}:\;P^{-1}\!AP{\text{ là đường chéo}}} |

## Đặc tính
Một kết quả cơ bản về các ma trận và biến đổi chéo hóa được được trình bày sau đây:
- Một ma trận {\displaystyle A} cỡ {\displaystyle n\times n} trên trường {\displaystyle F} là chéo hóa được khi và chỉ khi tổng số chiều của các không gian con riêng của nó bằng {\displaystyle n}, tức là khi và chỉ khi tồn tại một cơ sở của {\displaystyle F^{n}} gồm các vectơ riêng của {\displaystyle A}. Nếu một cơ sở như vậy đã được tìm ra, ta có thể lập ma trận {\displaystyle P} có các vectơ cơ sở này là các cột, và ma trận {\displaystyle P^{-1}\!AP} sẽ là một ma trận đường chéo mà các phần tử trên đường chéo chính là các giá trị riêng của {\displaystyle A}. Ma trận {\displaystyle P} có vai trò chuyển cơ sở và gọi là ma trận modal của {\displaystyle A}.
- Một biến đổi tuyến tính {\displaystyle T:V\to V} là chéo hóa được khi và chỉ khi tổng số chiều của các không gian con riêng của nó bằng {\displaystyle \operatorname {dim} (V)}, tức là khi và chỉ khi tồn tại một cơ sở của {\displaystyle V} gồm các vectơ riêng của {\displaystyle T}. Với một cơ sở như vậy, {\displaystyle T} sẽ được biểu diễn bằng một ma trận đường chéo. Các phần tử trên đường chéo của ma trận này chính là các giá trị riêng của {\displaystyle T}.

Một đặc tính nâng cao khác: Một ma trận hay biến đổi tuyến tính chéo hóa được trên trường {\displaystyle F} khi và chỉ khi đa thức tối tiểu của nó là một tích của các nhân tử tuyến tính phân biệt trên {\displaystyle F}. (Nói cách khác, một ma trận là chéo hóa được khi và chỉ khi tất cả các ước nguyên sơ của nó là tuyến tính.)

Điều kiện đủ (nhưng chưa cần) sau đây rất hữu dụng.
- Một ma trận {\displaystyle A} cỡ {\displaystyle n\times n} là chéo hóa được trên trường {\displaystyle F} nếu nó có {\displaystyle n} giá trị riêng phân biệt trong {\displaystyle F}, tức là nếu đa thức đặc trưng của nó có {\displaystyle n} nghiệm phân biệt trong {\displaystyle F}; tuy nhiên, mệnh đề đảo có thể không đúng. Xét ma trận
{\displaystyle {\begin{bmatrix}-1&3&-1\\-3&5&-1\\-3&3&1\end{bmatrix}},}
có các giá trị riêng 1, 2, 2 (không phân biệt hết) và là ma trận chéo hóa được với dạng đường chéo (đồng dạng với {\displaystyle A})
{\displaystyle {\begin{bmatrix}1&0&0\\0&2&0\\0&0&2\end{bmatrix}}}
và ma trận chuyển cơ sở {\displaystyle P}
{\displaystyle {\begin{bmatrix}1&1&-1\\1&1&0\\1&0&3\end{bmatrix}}.}

Mệnh đề đảo không đúng khi {\displaystyle A} có không gian con riêng có số chiều lớn hơn 1. Trong ví dụ này, không gian con riêng của {\displaystyle A} tương ứng với giá trị riêng 2 có số chiều 2.
- Một biến đổi tuyến tính {\displaystyle T:V\to V} với {\displaystyle n=\operatorname {dim} (V)} chéo hóa được nếu nó có {\displaystyle n} giá trị riêng phân biệt, tức là nếu đa thức đặc trưng của nó có {\displaystyle n} nghiệm phân biệt trong {\displaystyle F}.

Cho {\displaystyle A} là một ma trận trên {\displaystyle F}. Nếu {\displaystyle A} chéo hóa được thì các lũy thừa bậc bất kỳ của nó cũng vậy.
Nhiều kết quả cho các ma trận chéo hóa được chỉ đúng trên một trường đại số đóng (ví dụ như trường số phức). Trong trường hợp này, tập các ma trận chéo hóa được là trù mật trong không gian các ma trận, nghĩa là mỗi ma trận khiếm khuyết có thể biến thành ma trận chéo hóa được do một nhiễu loạn nhỏ; và định lý dạng chuẩn tắc Jordan phát biểu rằng mỗi ma trận là tổng duy nhất của một ma trận chéo hóa được và một ma trận lũy linh. Trên một trường đại số đóng, các ma trận chéo hóa được tương đương với các ma trận nửa đơn.

## Chéo hóa

Chéo hóa một ma trận có thể được hiểu là việc quay các trục tọa độ để cho chúng thẳng hàng với các vectơ riêng.

Nếu một ma trận {\displaystyle A} chéo hóa được, tức là
{\displaystyle P^{-1}AP={\begin{pmatrix}\lambda _{1}&0&\dots &0\\0&\lambda _{2}&\dots &0\\\vdots &\vdots &\ddots &\vdots \\0&0&\dots &\lambda _{n}\end{pmatrix}},}
thì:
{\displaystyle AP=P{\begin{pmatrix}\lambda _{1}&0&\dots &0\\0&\lambda _{2}&\dots &0\\\vdots &\vdots &\ddots &\vdots \\0&0&\dots &\lambda _{n}\end{pmatrix}}.}
Viết {\displaystyle P} dưới dạng ma trận khối gồm các vectơ cột của nó {\displaystyle {\vec {\alpha }}_{i}}
{\displaystyle P={\begin{pmatrix}{\vec {\alpha }}_{1}&{\vec {\alpha }}_{2}&\cdots &{\vec {\alpha }}_{n}\end{pmatrix}},}
phương trình trên có thể được viết lại dưới dạng
{\displaystyle A{\vec {\alpha }}_{i}=\lambda _{i}{\vec {\alpha }}_{i}\qquad (i=1,2,\cdots ,n).}
Vì vậy các vectơ cột của {\displaystyle P} là các vectơ riêng bên phải của {\displaystyle A} (còn các vectơ hàng của {\displaystyle P^{-1}} là các vectơ riêng bên trái), và các giá trị trên đường chéo tương ứng với các giá trị riêng của chúng. Từ sự khả nghịch của {\displaystyle P} cũng có thể thấy rằng các vectơ riêng là độc lập tuyến tính và tạo thành một cơ sở của {\displaystyle F^{n}}. Đây là điều kiện cần và đủ cho sự chéo hóa được và là cách tiếp cận chính tắc của việc chéo hóa: tức là ta biểu diễn {\displaystyle A} đối với cơ sở riêng của nó.
Khi một ma trận phức {\displaystyle A\in \mathbb {C} ^{n\times n}} là ma trận Hermite (hay tổng quát hơn, là ma trận chuẩn tắc), các vectơ riêng của {\displaystyle A} có thể được chọn để tạo ra một cơ sở trực chuẩn của {\displaystyle \mathbb {C} ^{n}}, khi đó {\displaystyle P} có thể được chọn là ma trận unita. Ngoài ra nếu {\displaystyle A\in \mathbb {R} ^{n\times n}} là một ma trận đối xứng thực thì các vectơ riêng của nó có thể được chọn là một cơ sở trực chuẩn của {\displaystyle \mathbb {R} ^{n}} và {\displaystyle P} có thể được chọn là ma trận trực giao.
Đối với hầu hết các mục đích thực tiễn, các ma trận được chéo hóa bằng số nhờ sử dụng các phần mềm máy tính. Nhiều thuật toán đã ra đời để thực hiện điều này.

## Chéo hóa đồng thời
Một tập hợp các ma trận được gọi là chéo hóa được đồng thời nếu tồn tại duy nhất một ma trận khả nghịch {\displaystyle P} sao cho {\displaystyle P^{-1}AP} là ma trận chéo đối với mọi ma trận {\displaystyle A} trong tập. Định lý sau đây đặc trưng cho các ma trận chéo hóa được đồng thời: Một tập hợp các ma trận chéo hóa được giao hoán khi và chỉ khi tập hợp ma trận đó chéo hóa được đồng thời.:pp. 61-63
Tập hợp các ma trận {\displaystyle n\times n} chéo hóa được (trên {\displaystyle \mathbb {C} }) với {\displaystyle n>1} không chéo hóa được đồng thời. Lấy ví dụ, hai ma trận
{\displaystyle {\begin{bmatrix}1&0\\0&0\end{bmatrix}}\quad {\text{and}}\quad {\begin{bmatrix}1&1\\0&0\end{bmatrix}}}
đều chéo hóa được nhưng không chéo hóa được đồng thời vì chúng không giao hoán.
Một tập hợp chứa các ma trận chuẩn tắc giao hoán khi và chỉ khi nó chéo hóa được đồng thời bởi một ma trận unita; tức là tồn tại một ma trận unita {\displaystyle U} sao cho {\displaystyle U^{*}\!AU} là ma trận chéo với mọi {\displaystyle A} trong tập hợp.

## Ví dụ

### Ma trận chéo hóa được
- Các phép chiếu là chéo hóa được, với đường chéo gồm các số 0 và 1.
- Các ma trận đối xứng thực là chéo hóa được bởi các ma trận trực giao; tức là cho {\displaystyle A} là ma trận đối xứng thực, ta có {\displaystyle Q^{\mathrm {T} }AQ} là ma trận đường chéo với {\displaystyle Q} trực giao. Tổng quát hơn, các ma trận chéo hóa được bởi ma trận unita khi và chỉ khi chúng là chuẩn tắc. Trong trường hợp ma trận đối xứng thực, ta thấy rằng {\displaystyle A=A^{\mathrm {T} }}, nên {\displaystyle AA^{\mathrm {T} }=A^{\mathrm {T} }A} tất nhiên đúng. Các ví dụ của ma trận chuẩn tắc gồm các ma trận thực đối xứng hoặc đối xứng chéo (ví dụ ma trận phương sai), các ma trận Hermite và Hermite chéo. Xem thêm điều này tại bài định lý phổ.

### Ma trận không chéo hóa được
Ma trận của phép quay nói chung là không chéo hóa được trên trường số thực nhưng có thể trên trường số phức.
Một số ma trận không thể chéo hóa được trên bất kỳ trường nào, đáng chú ý nhất là các ma trận lũy linh khác không. Điều này thường xảy ra hơn nếu số bội đại số và số bội hình học của một giá trị riêng không bằng nhau.
Tuy nhiên, ngay cả khi một ma trận không chéo hóa được, ta vẫn luôn có thể thay vào đó tìm dạng chuẩn tắc Jordan của nó.
Một vài ma trận thực không chéo hóa được trên trường số thực. Xét ví dụ ma trận đối xứng chéo sau
{\displaystyle B=\left[{\begin{array}{rr}0&1\\\!-1&0\end{array}}\right].}
Ma trận {\displaystyle B} không có giá trị riêng thực, vì vậy không tồn tại ma trận khả nghịch thực {\displaystyle Q} sao cho {\displaystyle Q^{-1}BQ} là ma trận đường chéo. Tuy nhiên, ta có thể chéo hóa {\displaystyle B} nếu cho phép dùng số phức. Thật vậy nếu ta chọn
{\displaystyle Q={\begin{bmatrix}1&{\textrm {i}}\\{\textrm {i}}&1\end{bmatrix}},}
thì {\displaystyle Q^{-1}BQ} là ma trận đường chéo. Dễ tìm ra rằng B là ma trận của phép quay ngược chiều kim đồng hồ một góc {\displaystyle \theta ={\tfrac {3\pi }{2}}}.

### Cách chéo hóa một ma trận
Chéo hóa ma trận là quá trình tương tự việc tìm các giá trị riêng và vectơ riêng của nó, trong trường hợp các vectơ riêng tạo thành cơ sở. Ví dụ, xét ma trận
{\displaystyle A=\left[{\begin{array}{rrr}0&1&\!\!\!-2\\0&1&0\\1&\!\!\!-1&3\end{array}}\right].}

Các nghiệm của đa thức đặc trưng {\displaystyle p(\lambda )=\det(\lambda I-A)} là các giá trị riêng {\displaystyle \lambda _{1}=1,\lambda _{2}=1,\lambda _{3}=2}. Giải hệ tuyến tính {\displaystyle (I-A)(\mathbf {v} )=0} ta có các vectơ riêng {\displaystyle \mathbf {v} _{1}=(1,1,0)} và {\displaystyle \mathbf {v} _{2}=(0,2,1)}, trong khi hệ {\displaystyle (2I-A)(\mathbf {v} )=0} cho {\displaystyle \mathbf {v} _{3}=(1,0,-1)}; tức là {\displaystyle A(\mathbf {v} _{i})=\lambda _{i}\mathbf {v} _{i}} với {\displaystyle i=1,2,3}. Các vectơ trên tạo thành một cơ sở của {\displaystyle V=\mathbb {R} ^{3}}, vì vậy ta có thể đặt chúng vào các vectơ cột của một ma trận chuyển cơ sở {\displaystyle P} để có:
{\displaystyle P^{-1}\!AP\ =\ \left[{\begin{array}{rrr}1&\,0&1\\1&2&0\\0&1&\!\!\!\!-1\end{array}}\right]^{-1}\left[{\begin{array}{rrr}0&1&\!\!\!-2\\0&1&0\\1&\!\!\!-1&3\end{array}}\right]\left[{\begin{array}{rrr}1&\,0&1\\1&2&0\\0&1&\!\!\!\!-1\end{array}}\right]\ =\ {\begin{bmatrix}1&0&0\\0&1&0\\0&0&2\end{bmatrix}}\ =\ D.}
Ta có thể hiểu phương trình này theo các biến đổi tuyến tính: {\displaystyle P} chuyển cơ sở chuẩn tắc sang cơ sở riêng: {\displaystyle P(\mathbf {e} _{i})=\mathbf {v} _{i}}, vì thế ta có:
{\displaystyle P^{-1}\!AP(\mathbf {e} _{i})\ =\ P^{-1}\!A(\mathbf {v} _{i})\ =\ P^{-1}\!(\lambda _{i}\mathbf {v} _{i})\ =\ \lambda _{i}\mathbf {e} _{i},}
sao cho ma trận {\displaystyle P^{-1}\!AP} nhận các vectơ cơ sở chuẩn tắc là các vectơ riêng của nó, đây là tính chất định nghĩa của ma trận {\displaystyle D}.
Chú ý rằng không có thứ tự ưu tiên nào đối với các cột vectơ riêng trong {\displaystyle P}; việc đổi chỗ các vectơ riêng trong {\displaystyle P} chỉ làm thay đổi thứ tự của các giá trị riêng trong dạng chéo của {\displaystyle A}.

## Áp dụng vào hàm ma trận
Chéo hóa có thể được sử dụng để tính toán hiệu quả lũy thừa của một ma trận {\displaystyle A=PDP^{-1}}:
{\displaystyle {\begin{aligned}A^{k}&=\left(PDP^{-1}\right)^{k}=\left(PDP^{-1}\right)\left(PDP^{-1}\right)\cdots \left(PDP^{-1}\right)\\&=PD\left(P^{-1}P\right)D\left(P^{-1}P\right)\cdots \left(P^{-1}P\right)DP^{-1}=PD^{k}P^{-1},\end{aligned}}}
dạng này rất dễ tính toán bởi nó chỉ liên quan đến việc tính lũy thừa của một ma trận chéo. Ví dụ với ma trận {\displaystyle A} với các giá trị riêng {\displaystyle \lambda =1,1,2} ở ví dụ trên ta tính:
{\displaystyle {\begin{aligned}A^{k}=PD^{k}P^{-1}&=\left[{\begin{array}{rrr}1&\,0&1\\1&2&0\\0&1&\!\!\!\!-1\end{array}}\right]{\begin{bmatrix}1^{k}&0&0\\0&1^{k}&0\\0&0&2^{k}\end{bmatrix}}\left[{\begin{array}{rrr}1&\,0&1\\1&2&0\\0&1&\!\!\!\!-1\end{array}}\right]^{-1}\\[1em]&={\begin{bmatrix}2-2^{k}&-1+2^{k}&2-2^{k+1}\\0&1&0\\-1+2^{k}&1-2^{k}&-1+2^{k+1}\end{bmatrix}}.\end{aligned}}}
Tiếp cận này có thể được tổng quát hóa lên với hàm mũ ma trận và các hàm ma trận khác mà có thể được định nghĩa theo chuỗi lũy thừa. Ví dụ, định nghĩa hàm {\displaystyle \exp(A)=I+A+{\tfrac {1}{2!}}A^{2}+{\tfrac {1}{3!}}A^{3}+\cdots }, ta có:
{\displaystyle {\begin{aligned}\exp(A)=P\,\exp(D)\,P^{-1}&=\left[{\begin{array}{rrr}1&\,0&1\\1&2&0\\0&1&\!\!\!\!-1\end{array}}\right]{\begin{bmatrix}e^{1}&0&0\\0&e^{1}&0\\0&0&e^{2}\end{bmatrix}}\left[{\begin{array}{rrr}1&\,0&1\\1&2&0\\0&1&\!\!\!\!-1\end{array}}\right]^{-1}\\[1em]&={\begin{bmatrix}2e-e^{2}&-e+e^{2}&2e-2e^{2}\\0&e&0\\-e+e^{2}&e-e^{2}&-e+2e^{2}\end{bmatrix}}.\end{aligned}}}
Điều này đặc biệt hữu ích trong việc tìm tường minh biểu thức dạng đóng cho các số hạng của các dãy số đệ quy tuyến tính, ví dụ như các số Fibonacci.

### Một áp dụng cụ thể
Ví dụ, xét ma trận sau:
{\displaystyle M={\begin{bmatrix}a&b-a\\0&b\end{bmatrix}}.}
Tính các lũy thừa của {\displaystyle M} cho thấy một quy luật thú vị:
{\displaystyle M^{2}={\begin{bmatrix}a^{2}&b^{2}-a^{2}\\0&b^{2}\end{bmatrix}},\quad M^{3}={\begin{bmatrix}a^{3}&b^{3}-a^{3}\\0&b^{3}\end{bmatrix}},\quad M^{4}={\begin{bmatrix}a^{4}&b^{4}-a^{4}\\0&b^{4}\end{bmatrix}},\quad \ldots }
Hiện tượng trên có thể được giải thích bằng cách việc chéo hóa {\displaystyle M}. Để thực hiện điều này, ta cần một cơ sở của {\displaystyle \mathbb {R} ^{2}} gồm các vectơ riêng của {\displaystyle M}. Một cơ sở vectơ riêng như vậy được cho bởi
{\displaystyle \mathbf {u} ={\begin{bmatrix}1\\0\end{bmatrix}}=\mathbf {e} _{1},\quad \mathbf {v} ={\begin{bmatrix}1\\1\end{bmatrix}}=\mathbf {e} _{1}+\mathbf {e} _{2},}
trong đó ei ký hiệu cho cơ sở chuẩn tắc của Rn. Phép chuyển cơ sở nghịch đảo được cho bởi
{\displaystyle \mathbf {e} _{1}=\mathbf {u} ,\qquad \mathbf {e} _{2}=\mathbf {v} -\mathbf {u} .}
Tính toán trực tiếp cho thấy
{\displaystyle M\mathbf {u} =a\mathbf {u} ,\qquad M\mathbf {v} =b\mathbf {v} .}
Vì vậy, a và b là các giá trị riêng tương ứng với u và v. Bởi tính tuyến tính của phép nhân ma trận ta có
{\displaystyle M^{n}\mathbf {u} =a^{n}\,\mathbf {u} ,\qquad M^{n}\mathbf {v} =b^{n}\,\mathbf {v} .}
Chuyển trở lại cơ sở chuẩn tắc ta có
{\displaystyle {\begin{aligned}M^{n}\mathbf {e} _{1}&=M^{n}\mathbf {u} =a^{n}\mathbf {e} _{1},\\M^{n}\mathbf {e} _{2}&=M^{n}\left(\mathbf {v} -\mathbf {u} \right)=b^{n}\mathbf {v} -a^{n}\mathbf {u} =\left(b^{n}-a^{n}\right)\mathbf {e} _{1}+b^{n}\mathbf {e} _{2}.\end{aligned}}}
Các liên hệ trên được thể hiện dưới dạng ma trận là
{\displaystyle M^{n}={\begin{bmatrix}a^{n}&b^{n}-a^{n}\\0&b^{n}\end{bmatrix}},}
vì thế ta đã giải thích được hiện tượng trên.

## Chéo hóa trong cơ học lượng tử
Trong các tính toán của cơ học lượng tử và hóa lượng tử, chéo hóa ma trận là một trong những quy trình số thường được áp dụng nhất. Lý do cơ bản là do phương trình không phụ thuộc thời gian Schrödinger là một phương trình giá trị riêng, mặc dù nó là trên một không gian vô hạn chiều (một không gian Hilbert) trong hầu hết các tình huống vật lý.
Một phép xấp xỉ phổ biến là hiệu chỉnh không gian Hilbert về số chiều hữu hạn, sau đó phương trình Schrödinger có thể được trình bày dưới dạng một bài toán giá trị riêng của một ma trận thực đối xứng hoặc một ma trận phức Hermite. Về mặt hình thức, xấp xỉ này được thiết lập dựa trên nguyên lý biến phân, phù hợp với các Hamiltonian bị chặn dưới.
Lý thuyết nhiễu loạn bậc một cũng dẫn đến một bài toán giá trị riêng ma trận cho các trạng thái suy biến.